# Philippe Billy
Philippe Billy (Nantes, 13 gennaio 1982) è un ex calciatore francese, di ruolo difensore.

## Carriera
Cresce nelle giovanili del Laval, con cui totalizza 10 presenze nella seconda divisione francese nel 2000-2001. Nella stagione seguente è acquistato dal Lecce, con cui esordisce in Serie A il 3 febbraio 2002 in Lecce-Roma (1-1) e colleziona in totale 8 presenze. Con la retrocessione del club, nel 2002-2003 colleziona 4 presenze in Serie B prima di essere ceduto in prestito al Bastia, squadra della Ligue 1 francese (4 presenze).
Nella stagione 2003-2004 totalizza 3 presenze in Serie A per poi passare in prestito al Mons (34 presenze nella massima serie belga). Nella stagione 2005-2006 scende in campo in due occasioni in Serie A con il Lecce e nel 2006 fa ritorno al Laval, nella terza divisione transalpina.
Nel 2007 passa al Brest in Ligue 2 e dal 2010 al Montreal Impact.